# 茎花石豆兰
茎花石豆兰（学名：Bulbophyllum cauliflorum）为兰科石豆兰属下的一个种。